# Ortalis cinereiceps
Chachalaca-de-cabeça-cinzenta ou aracuã-de-cabeça-cinzenta (Ortalis cinereiceps) é um cracídeo encontrado do leste de Honduras ao noroeste da Colômbia.